# 梅泰什鄉
46°05′49″N 23°25′17″E / 46.09694°N 23.42139°E
梅泰什鄉（羅馬尼亞語：Comuna Meteș, Alba），是羅馬尼亞的鄉份，位於該國中部，由阿爾巴縣負責管轄，面積114平方公里，海拔高度313米，2011年人口2,860，人口密度每平方公里22人。